# Белласен, Самир
Самир Белласен (фр. Samir Bellahcene; род. 20 февраля 1995, Монпелье) — французский гандболист, вратарь, выступает за гандбольный клуб «Штутгарт» и сборную Франции по гандболу. Бронзовый призёр чемпионата мира 2025 года. Чемпион Европы 2024 года.

## Карьера

### Клубная
Белласен стал посещать занятия гандболом в своём родном городе, в Монпелье. Дебютировал в первом французском дивизионе в сезоне 2015/16 годов. В сезоне 2016/17 годов провёл пять матчей за «Монпелье». В 2017 году перешел в команду «Масси Эсон», получившую повышение в чемпионате Франции. Был одним из лучших вратарей с 34,5 % отражённых мячей. В 2018 году стал игроком «Дюнкерк». В сезоне 2018/19 годов его команда вышла в финал Кубка Франции. Белласен, чей контракт в Дюнкерке продлили до 2025 года, стал капитаном команды.
В сентябре 2023 года немецкий «Киль» подписал контракт с Самиром в качестве замены травмированному Венсану Жерару. В ноябре 2024 года присоединился к другому немецкому клубу «Штутгарту».

### Международная карьера в сборной
В основной сборной Франции Белласен дебютировал 26 апреля 2023 года в матче против Латвии, правда остался без игрового времени. Четыре дня спустя впервые вышел на площадку за сборную и поучаствовал в победе над Италией со счетом 41:27.
На чемпионате Европы 2024 года выиграл золотую медаль, сыграв в семи матчах.
В 2025 году принял участие в играх чемпионата мира, который прошёл в трёх странах. Сборная Франции уступила в полуфинале Хорватии, но в матче за третье место одолела Португалию.

## Личная жизнь
Его брат Нассим (1998 г.р.) выступает в качестве защитника сборной Алжира по гандболу.